# 格鲁瓦西亚
格鲁瓦西亚（法語：Groissiat，法語發音：[ɡʁwasja]）是法国东部安省的一个市镇，属于楠蒂阿区。

## 地理
格鲁瓦西亚（46°13'45"N, 5°36'45"E）面积6.32 平方千米，位于法国奥弗涅-罗讷-阿尔卑斯大区安省，该省份为法国东部省份，北起汝拉省，西北接索恩-卢瓦尔省，西接罗讷省和里昂大都会，南至伊泽尔省，东与萨瓦省、上萨瓦省和瑞士接壤。
与格鲁瓦西亚接壤的市镇（或旧市镇、城区）包括：阿普勒蒙、贝利尼亚、热奥夫雷塞、伊泽诺尔、马尔蒂尼亚。

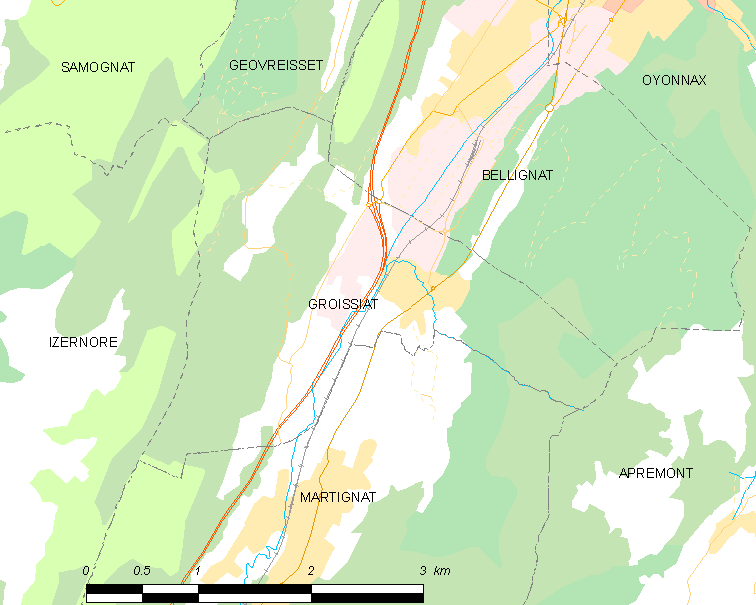
格鲁瓦西亚的OSM定位图

格鲁瓦西亚的时区为UTC+01:00、UTC+02:00（夏令时）。

## 行政
格鲁瓦西亚的邮政编码为01100，INSEE市镇编码为01181。

## 政治
格鲁瓦西亚所属的省级选区为楠蒂阿县。

## 人口

1962-2008年间格鲁瓦西亚人口变化图示

格鲁瓦西亚于2022年1月1日时的人口数量为1216人。